# Henri Loret
Henri Loret ( 1811 - 1888 ) fue un botánico francés .

## Algunas publicaciones
- 1858.  Note sur une nouvelle espèce de Dianthus. Ed. Société botanique de France. 4 pp.
- Nouvelles considérations pharmacologiques sur la belladone, ses produits et ses préparations. 7 pp.
- 1872.  Note sur cinquante plantes des herbiers de Montpellier et quelques autres espèces nouvelles pour la flore de l'Hérault. Ed. E. Martinet. 4 pp.

### Libros
- 1859.  Glanes d'un botaniste, avec des observations sur quelques espèces du midi de la France. Extraído del Bulletin de la Société botanique de France. 71 pp.
- édouard Timbal-Lagrave, henri Loret. 1860.  L'Herbier de Marchand et Lapeyrouse. Ed. impr. de L. Martinet. 12 pp.
- 1862.  L'herbier de la Lozèe et M. Prost. 54 pp. leer
- 1873.  Des régions botaniques de l'Hérault: Des causes qui nous privent, depuis un siècle, d'une flore de Montpellier. Ed. Bohem. 22 pp.
- henri Loret, auguste Barrandon. 1876. Flore de Montpellier: comprenant l'analyse descriptive des plantes vasculaires de l'Hérault, l'indication des propriétés médicinales, des noms vulgaires et des noms patois, et un vocabulaire explicatif des termes de botanique. Ed. C. Coulet. 918 pp.
- henri Loret, auguste Barrandon. 1888. Flore de Montpellier, ou, Analyse descriptive des plantes vasculaires de l'Herault. Ed. Librairie Joseph Callas. 663 pp.
- Étude du "Prodrome" de M. Lamotte, par Henri Loret. Ed. impr. de Boehm et fils. 22 pp.

- La abreviatura «Loret» se emplea para indicar a Henri Loret como autoridad en la descripción y clasificación científica de los vegetales.[1]